# Анашкино (Артюшинский сельсовет)
Анашкино — деревня в Белозерском районе Вологодской области.
Входит в состав Артюшинского сельского поселения, с точки зрения административно-территориального деления — в Артюшинский сельсовет.
Расположена на берегу Новозера. Расстояние по автодороге до районного центра Белозерска — 47 км, до центра муниципального образования села Артюшино — 7 км. Ближайшие населённые пункты — Карл Либкнехт, Остров Сладкий, Рожаево.
По переписи 2002 года население — 149 человек (73 мужчины, 76 женщин). Преобладающая национальность — русские (95 %).
В селе расположена часовня Кирилла Новоезерского — памятник архитектуры.
С островом Сладкий деревня связана деревянным автомобильным мостом.